# Mops-Orden

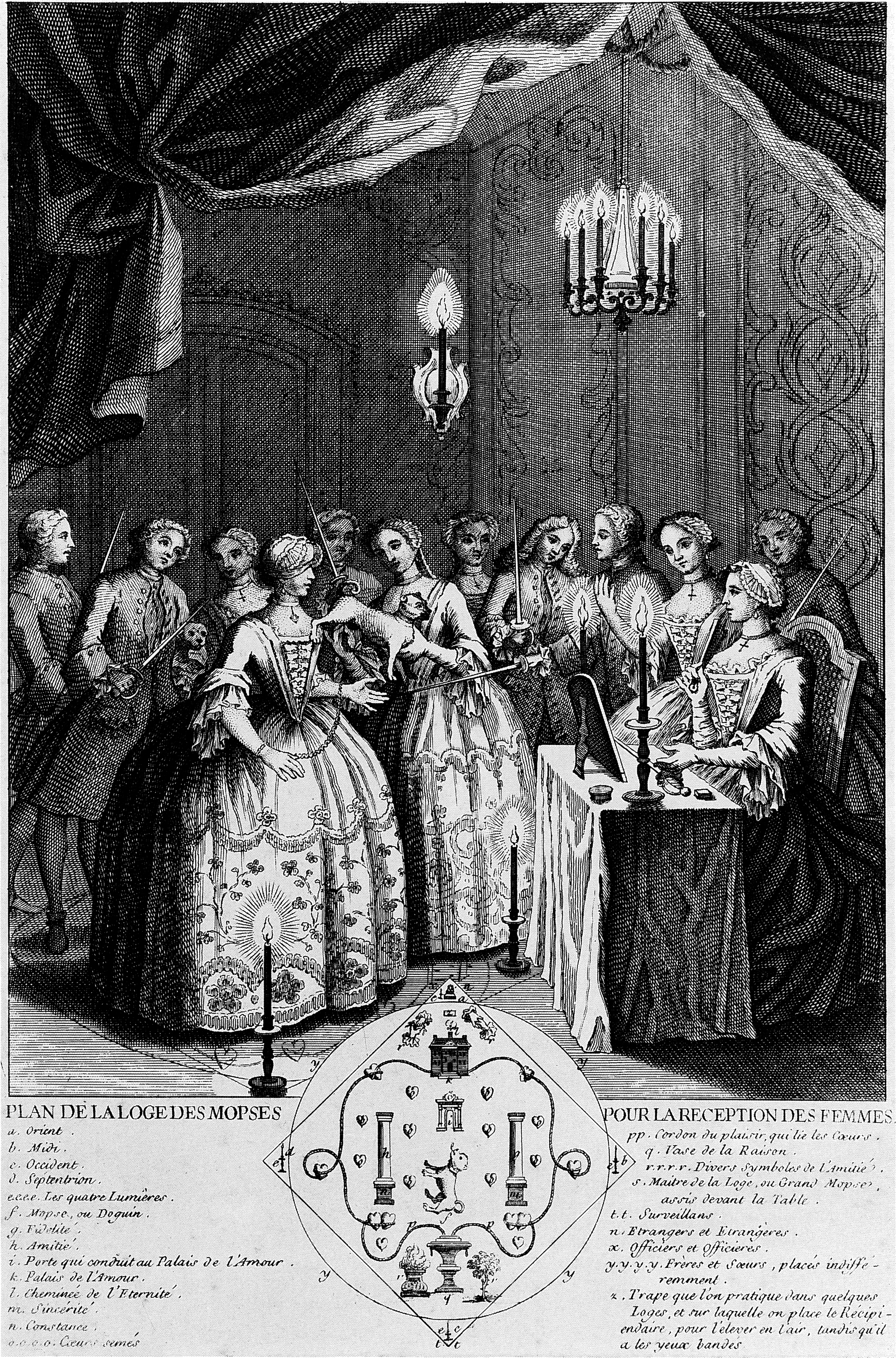
Aufnahmeritual in den Mops-Orden

Der Mops-Orden war eine Gesellschaft freimaurerischer Prägung im 18. Jahrhundert, die von römischen Katholiken gegründet wurde.

## Geschichte
Über die Ursprünge des Mops-Ordens sind keine sicheren Angaben überliefert. Es wird angenommen, dass er um 1740 in Frankreich gegründet wurde. Von dort habe er sich in die Niederlande und nach Deutschland, wo eine Loge in Bayreuth bestanden haben soll, ausgebreitet.
Angeblich soll der Gründer 1740 Clemens August (Herzog von Bayern) gewesen sein, welcher damit die Bannbulle In eminenti apostolatus specula (1738) von Papst Clemens XII. unterlaufen wollte. Diese verbot bei Strafe der Exkommunikation die Zugehörigkeit zur Freimaurerei.
Die innere Verfassung des Mops-Ordens ließ sowohl Frauen wie Männer zu, sofern sie katholisch waren. Der Mops galt in diesen Kreisen als Symbol von Treue, Zuverlässigkeit und Standfestigkeit.

### Funktionsträger
Die Angehörigen der Logen nannten sich Möpse. Jede Loge hatte einen weiblichen und einen männlichen Logenmeister, die sich Großmöpse nannten und sich halbjährlich in der Logenleitung abwechselten. Andere Funktionen, wie Sekretäre und Aufseher, wurden ebenfalls mit Männern und Frauen besetzt. Lediglich der männliche Großmeister hatte kein weibliches  Pendant.

### Aufnahmeritual
Das Aufnahmeritual war eine Art von Persiflage entsprechender Rituale in der Freimaurerei. Novizen mussten zunächst mit verbundenen Augen die Frage beantworten, ob sie Angst vor dem Teufel haben. Danach wurde ihnen quasi als Mutprobe die Frage gestellt, ob sie willens seien, den Hintern des Mopses (in anderen Versionen des Teufels) oder den des Großmeisters zu küssen. Dann hatte der Initiant den Anus des symbolischen Mopses aus Porzellan als Ausdruck der völligen Hingabe zu küssen. Anschließend wurde die Hand der Aufnahmewilligen vom Meister bei einem Mann auf einen Degen, bei einer Frau auf einen Spiegel gelegt und ein Gelübde abgefordert. Schließlich wurde er gefragt, ob er das Licht sehen wolle, worauf ihm die Augenbinde abgenommen wurde. Um ihn herum standen die Mitglieder des Ordens und hielten ihm mit der einen Hand einen Degen oder einen Spiegel und mit der anderen Hand einen Mops entgegen. Im ausgehenden Rokoko musste der Neuaufgenomme noch die zeremonielle Übergabe von Handzeichen und Losungsworten über sich ergehen lassen.
Die Mitglieder des Ordens trugen (verdeckt) einen silbernen Mops als Medaillon.
In Amsterdam wurde 1745 eine so genannte „Verräterschrift“ L'ordre des Franc-Maçons trahi et le Secret des Mopses révélé veröffentlicht. Darin werden das Ritual des Ordens und zwei Grafiken wiedergegeben.
An der Universität Göttingen bestand der Orden seit 1747 in Form einer rein studentischen Loge Louise des ehrwürdigen Mopsordens mit 55 Mitgliedern überwiegend aus den Familien des hannöverschen Adels und der sogenannten Hübschen Familien. Gründer und erster Logenmeister war der Lübecker stud. Sebastian Dan. Gercken. 1748 wurde der Orden wegen des erhobenen Aufnahmegeldes und der logeninternen Jurisdiktion über die Mitglieder von den Universitätsbehörden verboten und erlosch endgültig. Die Akten der Loge gelangten im Zuge der behördlichen Untersuchungen in die Hände der Universität.
Im Schrifttum wird vermutet, dass die Göttinger Loge eine Umgehung des 1747 seitens der Universität ausgesprochenen rigiden Verbots der Landsmannschaften beinhalten könnte.